# دايتون (ماساتشوستس)
دايتون (بالإنجليزية: Dighton, Massachusetts)‏ هي بلدة أمريكية تقع في الولايات المتحدة في مقاطعة بريستول (ماساشوستس). يقدر عدد سكانها بـ 7,086 نسمة ومساحتها 58.5 كم2 وترتفع عن سطح البحر 6 متر.

## أعلام
- سيلاس تالبوت
- صموئيل شو